# Soberane
Edifício Soberane à direita.
O Soberane é um edifício de uso misto localizado no bairro Adrianópolis, na cidade de Manaus, capital do estado do Amazonas. Inaugurado em 2018, possui 25 andares em um conceito neomoderno de arquitetura.

## História

### Lançamento
O edifício foi projetado pelo escritório brasileiro de arquitetura Aflalo & Gasperini. O lançamento do projeto aconteceu em 7 de novembro de 2013, sendo a SKN Incorporadora a responsável pela execução das obras, que iniciaram em setembro de 2014.

### Inauguração
Localizado na Rua Salvador, o edifício foi inaugurado em 4 de outubro de 2018. A obra em seu ápice contou com 480 trabalhadores — funcionários da empresa e terceirizados — para erguer o prédio de 25 andares em 53 meses.

## Características
O projeto é composto por um edifício comercial sobreposto a um edifício residencial; o primeiro está posicionado paralelamente à rua e o outro perpendicularmente a esta, muito em função da insolação adequada a cada uso.
Conta com salas comerciais têm de 35 a 200 metros quadrados e possibilita a junção de uma laje de até 866 metros quadrados. Já os apartamentos medem de 53 a 170 metros quadrados.
Ao todo, são 277 salas comerciais, com fachadas 100% com pele de vidro duplo/insulado, uma exclusividade em Manaus. Todas as unidades contam com ciso elevado, o que  permite cabeamento por baixo do piso, mantendo um ambiente clean e não se prendendo a pontos elétricos. Todas as salas contam com reaproveitamento de água do banheiro após tratamento da estação de tratamento e esgoto presente no empreendimento.